# Karl Loewenstein (Bankier)
Karl Loewenstein, auch Karl Loesten beziehungsweise Lowen oder Levensteen (* 2. Mai 1887 in Siegen; † 9. August 1975 in Bad Neuenahr-Ahrweiler), war ein deutscher Privatbankdirektor, der während seiner Internierung im Ghetto Theresienstadt eine Zeit lang der Leiter der Sicherheitswesens der jüdischen Selbstverwaltung war. Er war als Jude geboren, heiratete 1917 die ebenfalls jüdische Margot Hamburger, mit welcher er zwei Söhne bekam. Später wurde die Ehe geschieden. 1919 konvertierte er zum evangelischen Glauben.

## Leben
Karl Loewenstein wurde als Sohn von Simon Loewenstein und Rebecka Loewenstein (geb. Faßbender) als eines von elf Kindern geboren. Die Familie verzog bereits 1900 nach Köln. Dort besuchte er ein Realgymnasium.
Ab 1914 verkehrte Loewenstein im Umfeld des deutschen Kronprinzen Wilhelm und nahm am Ersten Weltkrieg als kaiserlicher Seeoffizier bei der Nordseevorpostenflottille teil, wo er als Signaloffizier Dienst tat. Er wurde mit dem Eisernen Kreuz II. und I. Klasse sowie dem Königlichen Hausorden von Hohenzollern ausgezeichnet. Nach dem Krieg beteiligte er sich an den Kämpfen in Oberschlesien aufseiten der Freikorps. Von 1924 bis 1941 arbeitete er als Bankier und Direktor des Bankhauses Busse & Co, einer Berliner Privatbank. Karl Loewenstein engagierte sich auf Ebene der Evangelischen Kirchengemeinde Berlin-Weißensee als Mitbegründer von deren Gemeinde für die Bekennende Kirche und erregte so das Missfallen der nationalsozialistischen Machthaber. Die Gestapo verhaftete ihn im November 1941 und deportierte ihn in das berüchtigte Ghetto Minsk. Im Mai 1942 wurde er aufgrund einer Intervention des Generalkommissars für Weißrussland Wilhelm Kube auf dem Weg über Wien in das Ghetto Theresienstadt verbracht, wo er zunächst inhaftiert wurde und Sonderverpflegung erhielt. Im Theresienstadt-Konvolut ist er als „A-Prominenter“ aufgeführt. Am 23. September 1942 ernannte ihn der Lagerkommandant Siegfried Seidl trotz seines Sträubens zum Leiter des Sicherheitswesens im Ghetto und damit nach dem Judenältesten zu einem der wichtigsten Funktionäre des dortigen Judenrates. 
Er organisierte die Feuerwehr und andere Einrichtungen der Ghettowache. Aufgrund seines persönlichen Mutes war er in der Lage zwischen Lagerkommandant und SS einerseits und den Häftlingen des Ghettos andererseits in einer Vielzahl von oft auch heiklen Fällen zu vermitteln. Dies führte jedoch auch zu Anfeindungen und Intrigen aus dem Ghetto selbst, zudem Loewenstein eine schwierige und undiplomatische Persönlichkeit besaß. Schließlich enthob das Ghettogericht ihn in einem im Nachherein als fragwürdig bezeichneten Verfahren seiner Funktion und verurteilte ihn zu einer Gefängnisstrafe von vier Monaten. Entsprechend wird seine Rolle von den Mitüberlebenden und von den Historikern bis heute kontrovers beurteilt. Nach dem Krieg zog er zuerst nach Großbritannien, Peterborough, zu seinem jüngeren Sohn, danach nach Australien zu seinem älteren Sohn Fred Lowen (geborener Friedrich), und dann nach West-Berlin.

## Schriften
- Aus der Hölle Minsk in das ‚Paradies‘ Theresienstadt. Typoskript im Archiv des IfZ München
- Minsk. Im Lager der deutschen Juden. Bonn 1961 (auch: Minsk – Im Lager der deutschen Juden. In: Beilage zur Wochenzeitschrift Das Parlament. B 45/46 vom 7. November 1956, S. 706–718) (= 1. Teil von Aus der Hölle Minsk ...) - als Typoscript im Archiv des IfZ München
- Korrespondenz mit H.G. Adler, Nachlass Adler, Deutsches Literaturarchiv Marbach.
- Seine Ermittlungen vor dem Volksgericht Litoměřice, Archiv des tschechischen Innenministeriums.